# استیون الیس
استیون الیس (انگلیسی: Stephen Ellis; ۱۳ ژوئن ۱۹۵۳ – ۲۹ ژوئیهٔ ۲۰۱۵) مورخ، پژوهشگر آفریقا، استاد دانشگاه و فعال حقوق بشر بود. تحقیقات او عمدتاً مربوط به آفریقای معاصر، مانند تحولات در لیبریا، نیجریه، ماداگاسکار، آفریقای جنوبی، سیرالئون و تأثیرات جهانی این قاره بوده است.

## زندگی‌نامه
الیس تحصیلاتش در رشته دوره مدرن را در دانشگاه آکسفورد به پایان رساند و در سال ۱۹۸۱ موفق به اخذ درجه دکترا شد. وی طی۱۹۷۹ تا ۱۹۸۰ در دانشگاه ماداگاسکار تدریس کرد، وی از ۱۹۸۲ تا ۱۹۸۶ رئیس بخش آفریقا در سازمان عفو بین‌الملل لندن بود و از ۱۹۹۱ تا ۱۹۹۴ سردبیر روزنامه آفریقا محرمانه و پس از آن دبیرکل مرکز مطالعات آفریقا در لیدن بود.
وی پس از انتصاب در وزارت امور خارجه هلند در امور ائتلاف جهانی برای آفریقا، که باعث شد تا کتاب «اکنون آفریقا» (۱۹۹۶) را تألیف کند به فعالیت پرداخت- او به دنبال ان به عنوان محقق ارشد در انیستیتو تحقیقاتی آفریقا بازگشت. علاوه بر این، او به عنوان استاد جوان ورزش و آشتی با دانشگاه وریت (دانشگاه آزاد) در آمستردام مشغول کار شد. الیس از سال ۲۰۰۳ تا ۲۰۰۴ مدیر برنامه آفریقا در گروه بین‌المللی بحران بود. وی عضو هیئت تحریریه‌های مختلفی بود، به عنوان مثال مجله امور آفریقا. کتاب او بانام مأموریت خارجی: ANC در تبعید ۱۹۶۰–۱۹۹۰ و همچنین جایزه رشت مالان برای کتاب‌های غیر داستانی در آفریقای جنوبی را دریافت کرد.
الیس با گری تری هار، یک خانم آفریقایی‌تبار ازدواج کرد.
در سال ۲۰۱۲ او به سرطان خون مبتلا شد، که منجر به مرگ وی در ژوئیه ۲۰۱۵ گردید. در سال ۲۰۱۹ آرشیو حرفه ای الیس به مرکز مطالعات آفریقا در لیدن اهدا شد.

## کتاب برگزیده
- بالا بردن شال قرمز(۱۹۸۵ ، انتشارات دانشگاه کمبریج)
- طرح (به فرانسوی) ماداگاسکار (۱۹۹۰، کارتاله)
- با تسبو سچابا: رفقا علیه آپارتاید: کنگره ملی آفریقا و حزب کمونیست آفریقای جنوبی در تبعید (۱۹۹۲، جیمز کوری، لندن)(ویرایش)
- اکنون آفریقا. سیاست‌ها و نهادهای مردم (۱۹۹۶). شابک ۹۷۸–۰۴۳۵۰۸۹۸۷۰